# Lycia marginata
Lycia marginata là một loài bướm đêm trong họ Geometridae.